# Замостоцька сільська рада
55°0′55″ пн. ш. 30°10′16″ сх. д. / 55.01528° пн. ш. 30.17111° сх. д.
Замостоцька сільська́ ра́да (біл. Замасто́цкі сельсавет) — ліквідована адміністративно-територіальна одиниця Вітебського району, Вітебської області Білорусі. Адміністративним центром сільської ради було агромістечко Замосточчя.

## Розташування
Замостоцька сільська рада розташовувалась на півночі Білорусі, на сході Вітебської області, на південь від обласного та районного центру Вітебськ. Її населенні пункти лежать у західній частині Шапечинської сільської ради.

## Історія
20 серпня 1924 року була створена Черницька сільська рада у складі Вітебського району Вітебської округи (БРСР). 29 жовтня 1924 року сільрада перейменована у Замостоцьку.
26 липня 1930 року Вітебська округа була ліквідована і рада у складі Вітебського району перейшла у пряме підпорядкування БРСР. 15 лютого 1931 року район був ліквідований, а сільрада передана в адміністративне підпорядкування Богушевського району. 8 липня 1931 року Богушевський район також був ліквідований, а сільрада передана в адміністративне підпорядкування Вітебської міської ради. За постановою ЦВК і РНК БРСР від 12 лютого 1935 року район знову був відновлений, а 20 січня 1960 року ліквідований остаточно, сільрада передана до відновленого (1933) Вітебського району Вітебської області.
8 квітня 2004 року сільська рада була ліквідована, а всі її 13 населених пунктів передані Шапечинській сільській раді.

## Склад сільської ради
До складу Замостоцької сільської ради входило 13 населених пунктів:
- Замосточчя — агромістечко.
- Велика Черниця — село.
- Володимирівка — село.
- Горові — село.
- Ляденки — село.
- Лядище — село.
- Ляхи — село.
- Савченки — село.
- Скридлево — село.
- Слобода — село.
- Стриганці — село.
- Чернецький Мох — село.
- Шилки — село.